# Émile Vardannes
Émile Vardannes, o Emilio Vardannes en Italia (13 de enero de 1873 – 13 de diciembre de 1951), fue un actor y director francés, activo en la época del cine mudo.

## Biografía
Su verdadero nombre era Antonin Bénévent, y nació en París, Francia, en el seno de una familia de artistas circenses y teatrales. Perteneciente a dicha familia era el actor de carácter Noël Roquevert, cuyo verdadero nombre era Noël Bénévent, y que era sobrino de Vardannes.
En 1909, y siendo ya un experimentado actor teatral, Vardannes fue escogido para trabajar como intérprete y director cinematográfico de los estudios Pasquali Film de Turín, pasando después a la compañía Croce & C., en Milán. En 1911 fue contratado por Itala Film, trabajando como actor cómico e interpretando filmes de la serie Totò (ya iniciada en los estudios Pasquali y Croce), en los cuales era también guionista y director.
Vardannes pasó en 1912 a Milano Films, interpretando una serie cómica con un nuevo personaje, Bonifacio.
Volvió a Itala Film en 1913, trabajando en esta ocasión como actor dramático. Suyo fue el papel de Anibal en el peplum, producido por los estudios turineses, Cabiria (1914).
Como director, su cinta de mayor relevancia fue L'oro degli Aztechi, rodada en 1920.
A finales de los años 1920 volvió a Francia, donde formó parte del reparto de tres películas sonoras, aunque con papeles menores, bajo el nombre artístico de Vardannes. La última de ellas se rodó en 1943.
Émile Vardannes falleció en París, Francia, en 1951.

## Selección de su filmografía

### Actor
- Il Natale di Totò, de Ernesto Maria Pasquali (1909)
- Più forte che Sherlock Holmes, de Giovanni Pastrone (1913)
- Cabiria, de Giovanni Pastrone (1914)
- La trilogia di Maciste, de Carlo Campogalliani (1920)
- In terra sarda, de Luigi Romano Borgnetto (1920)
- Maciste salvato dalle acque, de Luigi Romano Borgnetto (1921)
- Maciste in vacanza, de Luigi Romano Borgnetto (1921)
- La pioggia dei diamanti, de Pier Angelo Mazzolotti (1921)
- Il povero Piero, de Umberto Mozzato (1921)
- Il cadavere vivente, de Pier Angelo Mazzolotti (1921)
- La modella di Tiziano, de Paolo Trinchera (1921)
- La rivincita di Maciste, de Luigi Romano Borgnetto (1921)
- Il mistero di Bernardo Brown, de Ermanno Geymonat (1922)
- La congiura di San Marco, de Domenico Gaido (1924)
- Saetta, principe per un giorno, de Mario Camerini (1924)
- Il cavaliere senza paura, de Giuseppe De Liguoro (1925)
- Nostradamus, de Mario Roncoroni (1925)
- Hôtel Saint-Pol, de Mario Roncoroni (1925)
- La donna carnefice nel paese dell'oro, de Mario Guaita-Ausonia (1926)
- Garibaldi e i suoi tempi, de Silvio Laurenti Rosa (1926)
- La marche nuptiale, de André Hugon (1929)
- L'escale, de Jean Gourguet (1930)
- Le Juif polonais, de Jean Kemm (1931)
- Adieu Léonard, de Pierre Prévert (1943)

### Director
- La conquista del generale (1910), también actor y guionista
- Totò e la bandiera (1911), también actor y guionista
- Totò e l'uovo di Pasqua (1911), también actor y guionista
- Totò dimagrisce (1911), también actor y guionista
- Totò entusiasta della nuova moda (1911), también actor y guionista
- Totò senz'acqua (1911), también actor y guionista
- Il carretto di Totò (1911), también actor y guionista
- La farfalla di Totò (1911), también actor y guionista
- La sciabola spuntata (1911), también actor y guionista
- Per una paglia (1911), también actor y guionista
- Tra due litiganti... Totò gode (1911), también actor y guionista
- Il cavallo del reggimento (1911), también actor y guionista
- Totò secondo dottor Crippen (1911), también actor y guionista
- Totò innamorato (1912), también actor y guionista
- Una scena cinematografica (1912), también actor y guionista
- Il più bel giorno della sua vita (1912), también actor y guionista
- Un chiodo nella scarpa (1912), también actor y guionista
- Il portafortuna di Totò (1912), también actor y guionista
- Un ragno nel cervello (1912), también actor y guionista
- Come Vardannes entrò alla Milano Films (1912), también actor y guionista
- Bonifacio va in società (1912), también actor y guionista
- Una vittima della Mano Nera (1912), también actor y guionista
- Amore e astuzia (1912), también actor y guionista
- La dote della negra (1912), también actor y guionista
- Il pudore di Bonifacio (1912), también actor y guionista
- Bonifacio in ritardo (1912), también actor y guionista
- Monsieur Sans-Gêne (1912), también actor y guionista
- L'harem di Bonifacio (1912), también actor y guionista
- La camicia nuova di Bonifacio (1913), también actor y guionista
- Bonifacio a teatro (1913), también actor y guionista
- Un matrimonio ben assortito (1913), también actor y guionista
- La passeggiata aerea di Bonifacio (1913), también actor y guionista
- Un tipo seccante (1913), también actor y guionista
- La prima avventura di Totò (1914), también actor y guionista
- I pericoli dei travestimenti (1914), también actor y guionista
- L'oro degli Aztechi (1920), codirección con Umberto Mozzato, también actor
- Saetta contro la ghigliottina (1923)